# Radu Drăgușin
Radu Matei Drăgușin (Bucarest, 3 de febrero de 2002) es un futbolista rumano que juega en la demarcación de defensa en el Tottenham Hotspur F. C. de la Premier League.

## Selección nacional
Tras jugar en la selección de fútbol sub-17 de Rumania, la sub-19 y la sub-21, finalmente el 25 de marzo de 2022 debutó con la selección absoluta en un  partido contra Grecia que finalizó con un resultado de 0-1 a favor del combinado griego tras el gol de Andreas Bouchalakis.

### Participaciones en Eurocopas
| Copa          | Sede     | Resultado        | Partidos | Goles |
| ------------- | -------- | ---------------- | -------- | ----- |
| Eurocopa 2024 | Alemania | Octavos de final | 4        | 0     |

## Clubes
| Club                            | País       | Año       | Partidos | Goles |
| ------------------------------- | ---------- | --------- | -------- | ----- |
| Juventus de Turín "B"           | Italia     | 2019-2020 | 13       | 1     |
| Juventus de Turín               | Italia     | 2020-2021 | 4        | 0     |
| U. C. Sampdoria (cedido)        | Italia     | 2021      | 15       | 0     |
| U. S. Salernitana 1919 (cedido) | Italia     | 2021-2022 | 7        | 0     |
| Genoa C. F. C.                  | Italia     | 2022-2024 | 62       | 6     |
| Tottenham Hotspur F. C.         | Inglaterra | 2024-     | 37       | 0     |

## Palmarés

### Campeonatos nacionales
| Título              | Club           | País   | Año  |
| ------------------- | -------------- | ------ | ---- |
| Supercopa de Italia | Juventus F. C. | Italia | 2020 |
| Copa Italia         | Juventus F. C. | Italia | 2021 |

### Campeonatos internacionales
| Título                 | Equipo                  | Sede   | Año  |
| ---------------------- | ----------------------- | ------ | ---- |
| Liga Europa de la UEFA | Tottenham Hotspur F. C. | Bilbao | 2025 |

### Distinciones individuales
| Distinción                | Año  |
| ------------------------- | ---- |
| Futbolista Rumano del año | 2023 |